# Пузановский, Адриан Георгиевич
Адриа́н Гео́ргиевич Пузано́вский (3 января 1942, Единецкий район — 21 октября 2023) — российский политик, депутат Государственной думы Российской Федерации.

## Биография
Родился 3 января 1942 года в Единецком районе Молдавской ССР (ныне Республика Молдова).
В 1965 году окончил Кишинёвский госуниверситет имени В. И. Ленина. доктор экономических наук, профессор. Занимался преподавательской деятельностью. С 1982 года в Костромском СХИ. Депутат ГД РФ I—III созывов от Костромского одномандатного округа. В первый созыв избран от движения «Достоинство и милосердие», во второй созыв — от Аграрной партии, в третьем был членом группы «Народный депутат».
Скончался 21 октября 2023 года на 82-м году жизни.

## Семья
- отец — Георгий Яковлевич Пузановский, мать — Анна Денисовна Пузановская (Пчёлкина).
- жена — Маргарита Семёновна Пузановская (1947).
  - сын — Александр, дочь — Валерия.
    - внуки — Анфиса, Евгений и Константин.

## Награды
- Орден «Содружество» (25 марта 2002 года, Совет Межпарламентской Ассамблеи государств — участников Содружества Независимых Государств) — за активное участие в деятельности Межпарламентской Ассамблеи и её органов, вклад в укрепление дружбы между народами государств — участников Содружества[5]